# Урожай (филм, 1959)
„Урожай“ (на испански: Zafra) е аржентински драматичен филм от 1959 година на режисьора Лукас Демаре с участието на Ариел Абсалон, Алфредо Алкон и Грасиела Борхес.

## Номинации
- Номинация за Златна палма за най-добър филм от Международния кинофестивал в Кан, Франция през 1959 година.[1]